# E3 Harelbeke 2013
De E3 Harelbeke 2013 is de 56e editie van de wielerklassieker E3 Harelbeke en werd verreden op 22 maart 2013 met als start- en finishplaats het Vlaamse stadje Harelbeke. De Belg Tom Boonen wist de editie van 2012 te winnen. De klassieker werd gewonnen door de Zwitser Fabian Cancellara.

## Parcours
De wedstrijd start in het Vlaamse stadje Harelbeke waar het 209 kilometer later ook eindigt. Gedurende de rit volgden er een totaal van vijftien beklimmingen, twee meer dan in 2012. Er werd begonnen met de Leberg op 55 kilometer van de start en de laatste klim was de Tiegemberg op 15 kilometer van de streep. De bestrating van verschillende beklimming was kasseien.
| Nummer | Naam           | Kilometer | Bestrating | Lengte (m) | Gemiddelde helling | Maximale helling |
| ------ | -------------- | --------- | ---------- | ---------- | ------------------ | ---------------- |
| 1      | Leberg         | 55        | asfalt     | 900        | 4,0%               | 15%              |
| 2      | Oude Steenweg  | 98        | asfalt     | 900        | 9,3%               | 19,8%            |
| 3      | La Houppe      | 118       | asfalt     | 3440       | 3,32%              | 10%              |
| 4      | Berg Stene     | 130       | asfalt     | 1560       | 7,3%               | 10%              |
| 5      | Boigneberg     | 135       | beton      | 2180       | 5,8%               | 15%              |
| 6      | Eikenberg      | 141       | kasseien   | 1200       | 5,5%               | 11%              |
| 7      | Stationsberg   | 145       | kasseien   | 460        | 3,2%               | 5,7%             |
| 8      | Taaienberg     | 149       | kasseien   | 1250       | 9,5%               | 18%              |
| 9      | Berg ten Houte | 152       | asfalt     | 1100       | 6,3%               | 18%              |
| 10     | Kanarieberg    | 157       | asfalt     | 1.000      | 7,7%               | 14%              |
| 11     | Kapelberg      | 168       | asfalt     | 1260       | 7,14%              | 13,8%            |
| 12     | Paterberg      | 172       | kasseien   | 362        | 12%                | 12%              |
| 13     | Kwaremont      | 175       | kasseien   | 2200       | 4,2%               | 11%              |
| 14     | Knokteberg     | 184       | asfalt     | 1530       | 5,3%               | 13,3%            |
| 15     | Tiegemberg     | 196       | asfalt     | 1000       | 6,5%               | 9%               |

## Deelnemers
Alle negentien UCI World Tour ploegen hebben het recht en de plicht om deel te nemen aan de E3 Harelbeke 2013. Daarnaast heeft de organisatie nog aan zes pro-continentale ploegen een wildcard uitgedeeld. Dit waren Accent-Wanty, Crelan-Euphony, Topsport Vlaanderen-Baloise, Cofidis, Europcar en IAM Cycling.
| 19 UCI World Tour-ploegen | 19 UCI World Tour-ploegen | 19 UCI World Tour-ploegen | 6 wildcards                 |
| ------------------------- | ------------------------- | ------------------------- | --------------------------- |
| AG2R-La Mondiale          | FDJ                       | Omega Pharma-Quick Step   | Accent-Wanty                |
| Argos-Shimano             | Team Garmin-Sharp         | Orica-GreenEdge           | Cofidis                     |
| Astana Pro Team           | Lampre-Merida             | RadioShack-Leopard        | Crelan-Euphony              |
| Blanco Pro Cycling        | Lotto-Belisol             | Saxo-Tinkoff              | Europcar                    |
| BMC Racing Team           | Katjoesja Team            | Sky ProCycling            | IAM Cycling                 |
| Cannondale Pro Cycling    | Team Movistar             | Vacansoleil-DCM           | Topsport Vlaanderen-Baloise |
| Euskaltel-Euskadi         |                           |                           |                             |

## Wedstrijd

### Verloop
Na veertig kilometer vormden Wouter Mol, Stefan van Dijk, Koen Barbé, Eloy Teruel, Anders Lund en Ruslan Tleulbayev de eerste kopgroep. Zij werden echter al voor de finale teruggepakt. Op de Taaienberg testte Tom Boonen de benen. Er ontstond een kopgroep met onder anderen Tom Boonen, Fabian Cancellara, Daniel Oss, Sebastian Langeveld en Zdeněk Štybar. Even verder sloten ook onder anderen Stijn Vandenbergh en Lars Boom aan. Peter Sagan had in eerst instantie de slag gemist en zette zijn ploegmaats aan het werk. Boven op de Kapelberg kwamen zij, samen met een grote groep, weer aansluiten. Op de Paterberg viel de groep opnieuw uiteen toen Tom Boonen zich op kop zette. Op de Oude Kwaremont plaatste de Zwitser Fabian Cancellara de beslissende demarrage. Toen was het nog 35 kilometer tot aan de finish in Harelbeke. Hij reed echter al snel een minuut voorsprong bijeen. Een groep van vijf renners zette de achtervolging in op de Zwitser. De groep, met daarin Sebastian Langeveld, Daniel Oss, Peter Sagan, Geraint Thomas en Sylvain Chavanel, wist de achterstand te verkleinen tot veertig seconden. Toen zette Cancellara echter nog een tand bij en ging het verschil opnieuw de hoogte in. Hij had ruimschoots de tijd om zijn derde overwinning in Harelbeke te vieren. Ruim een minuut later sprintte de Slowaak Peter Sagan naar de tweede plaats, net voor de Italiaan Daniel Oss.

### Uitslag
| Plaats  | Naam                 | Ploeg                       | tijd     |
| ------- | -------------------- | --------------------------- | -------- |
| Winnaar | Fabian Cancellara    | RadioShack-Leopard          | 5u08'28" |
| 2       | Peter Sagan          | Cannondale Pro Cycling Team | +1'05"   |
| 3       | Daniel Oss           | BMC Racing Team             | z.t.     |
| 4       | Geraint Thomas       | Sky Procycling              | z.t.     |
| 5       | Sebastian Langeveld  | Orica-GreenEdge             | + 1'08"  |
| 6       | Sylvain Chavanel     | Omega Pharma-Quickstep      | z.t.     |
| 7       | Tom Boonen           | Omega Pharma-Quickstep      | + 1'50"  |
| 8       | Luca Paolini         | Katusha                     | z.t.     |
| 9       | Edvald Boasson Hagen | Sky Procycling              | z.t.     |
| 10      | Sébastien Turgot     | Team Europcar               | z.t.     |

1958 · 1959 · 1960 · 1961 · 1962 · 1963 · 1964 · 1965 · 1966 · 1967 · 1968 · 1969 · 1970 · 1971 · 1972 · 1973 · 1974 · 1975 · 1976 · 1977 · 1978 · 1979 · 1980 · 1981 · 1982 · 1983 · 1984 · 1985 · 1986 · 1987 · 1988 · 1989 · 1990 · 1991 · 1992 · 1993 · 1994 · 1995 · 1996 · 1997 · 1998 · 1999 · 2000 · 2001 · 2002 · 2003 · 2004 · 2005 · 2006 · 2007 · 2008 · 2009 · 2010 · 2011 · 2012 · 2013 · 2014 · 2015 · 2016 · 2017 · 2018 · 2019 · 2020 · 2021 · 2022 · 2023 · 2024

Lijst van beklimmingen
 Tour Down Under · 
 Parijs-Nice · 
 Tirreno-Adriatico · 
 Milaan-San Remo · 
 Ronde van Catalonië · 
 E3 Harelbeke · 
 Gent-Wevelgem · 
 Ronde van Vlaanderen · 
 Ronde van het Baskenland · 
 Parijs-Roubaix · 
 Amstel Gold Race · 
 Waalse Pijl · 
 Luik-Bastenaken-Luik · 
 Ronde van Romandië · 
 Ronde van Italië · 
 Critérium du Dauphiné · 
 Ronde van Zwitserland · 
 Ronde van Frankrijk · 
 Clásica San Sebastián · 
 Ronde van Polen · 
  Eneco Tour · 
 Ronde van Spanje · 
 Vattenfall Cyclassics · 
 GP Ouest France-Plouay · 
 Grote Prijs van Quebec · 
 Grote Prijs van Montreal · 
 UCI Ploegentijdrit · 
 Ronde van Lombardije · 
 Ronde van Peking